# 乔特
乔特，是匈牙利维斯普雷姆州所辖的一个村，总面积20.02平方公里，总人口1039，人口密度51.9人/平方公里（2010年1月1日）。